# (394130) 2006 HY51
2006 إتش واي 51 (ويعرف أيضًا باسم (394130) 2006 إتش واي 51 وفق تسمية الكوكب الصغير) (بالإنجليزية: 2006 HY51)‏ هو كويكب ضمن حزام الكويكبات؛ وترتيبه 394130 من حيث الاكتشاف.
اكتُشف هذا الجُرم الفلكي بواسطة بحث لنكولن عن الكويكبات القريبة من الأرض في 26 أبريل 2006.

## وصلات خارجية
- (394130) 2006 HY51 في قاعدة بيانات مختبر الدفع النفاث لأجرام النظام الشمسي الصغيرة

- الاكتشاف · مخطط المدار ·  العناصر المدارية · المعلمات المادية

- (394130) 2006 HY51 على موقع ويكي سكاي: DSS2, SDSS, GALEX, IRAS, Hydrogen α, X-Ray, Astrophoto, Sky Map, Articles and images